# Rechenberg-Bienenmühle
Rechenberg-Bienenmühle je obec v zemském okrese Střední Sasko v německé spolkové zemi v Sasko. Leží asi 2,5 km severně od obce Český Jiřetín na česko-německé státní hranici a asi 5 km vzdušnou čarou západně od hraničního přechodu Moldava/Holzhau. Má přibližně 1 800 obyvatel. Jižní hranice katastrálního území obce Rechenberg-Bienenmühle, zahrnujícího také vesnice Clausnitz a Holzhau, je totožná s česko-německou státní hranicí, která zde odděluje saské území od katastru obcí Český Jiřetín v okrese Most a Moldava v okrese Teplice.

## Historie
Rechenberg vznikl ve středověku založením hradu Hrabišici - pány z Rýzmburku (Osek). Název hradu, resp. obce Rechenberg, vznikl z erbu zakladatelů - ti používali na svém štítu hrábě (něm. Rechen). Obec má železniční spojení do Freibergu; tato trať původně navazovala na Moldavskou horskou dráhu (trať 135) Moldava - Dubí - Most a sloužila pro dopravu hnědého uhlí do Saska. Po roce 1945 bylo spojení přerušeno. Obec je jedním z hlavním podporovatelů znovupropojení tratí Freiberg-Holzhau-Moldava-Most/Teplice.

## Kultura a památky
Mezi nejznámější místní zajímavosti patří Saské pivovarské muzeum v Rechenbergu. Rechenberg-Bienenmühle má historické centrum města se souborem několika hrázděných domů, s malým tržištěm, zříceninou hradu - bývalým panským sídlem, pivovarem, domem dřevařských krokví a starou školu. Kromě venkovských dvou a třístranných hospodářských dvorů stojí za to vidět i kostel v Clausnitz, hlavně kvůli jeho pozoruhodnému interiéru. Podařilo se zachránit i zbytky starého Flájského plavebního kanálu. Tato vodní cesta mezi Flájským potokem blízko Flájí (Fleyh) a Freiberskou muldou byla používána na plavení dřeva pro důlní oblast Freiberg po více než 350 let.